# Karl Joachim Weintraub
Karl Joachim Weintraub, auch als Jock Weintraub bekannt, (geboren 31. Dezember 1924 in Darmstadt; gestorben 25. März 2004 in Chicago) war ein US-amerikanischer Historiker. Er lehrte seit 1954 an der University of Chicago und forschte auch auf den Gebieten der Sozialtheorie, Kulturgeschichte und Geisteswissenschaften.

## Leben
Karl Weintraub war ein Sohn des Mischa Weintraub und der Elisabeth Anders-Hammel. Ab 1935 besuchten er und seine Schwester, Tatjana Wood (geborene Weintraub), die Quäkerschule Eerde in den Niederlanden. Gegen Ende des Zweiten Weltkrieges musste er sich vor den Nazis in Sicherheit bringen und wurde von einer christlichen Familie versteckt. 1948 konnten Weintraub und seine Schwester mit Unterstützung der Quäker in die USA einreisen, wo man ihm riet, seine Ausbildung in Chicago fortzusetzen.
Während seines College- und Studienjahre in Chicago arbeitete er nebenbei in unterschiedlichen Jobs, so zum Beispiel als Nachtportier in einem Hotel, das später als Studentenwohnheim diente. 1949 legte er die Bachelor-Prüfung ab, 1952 die Master-Prüfung. Seit 1954 unterrichtete er als Doktorand an der Universität im „Western Civilization Program“, bevor er 1957 in Geschichte promoviert wurde. Einer der wichtigsten Lehrer Weintraubs war ein anderer Emigrant an der University of Chicago: Christian W. Mackauer (1897–1970), „dessen selbstlose Hingabe an den ‚Western Civilization course‘ […] zu einem Vorbild für den jüngeren Mann wurde“.
Weintraub war mit zahlreichen Führungspositionen an der Universität betraut worden. Er war Vorsitzender des Western Civilization Seminars, Vorsitzender des Ausschusses für Kulturgeschichte und Dekan der Geisteswissenschaftlichen Abteilung. Auch Kunstinstituten außerhalb der Universität war er eng verbunden.
Weitraubs Frau, Katy O’Brien Weintraub, war in den 1970er Jahren eine seiner Studentinnen. Die beiden heirateten 1983, und sie wurde 1987 seine Kollegin an der Universität. 1990 wurde Karl Joachim Weintraub in die American Academy of Arts and Sciences gewählt.
Obwohl Karl Weintraub längst emeritiert und gesundheitlich angeschlagen war, unterrichtete er noch bis 2002, weigerte sich aber, dafür ein Gehalt zu akzeptieren. Er erlag mit 79 Jahren einem Gehirntumor.

## Lehre und Lehren
Hans A. Schmitt, deutsch-amerikanischer Historiker und wie die Geschwister Weintraub Schüler der „Quäkerschule Eerde“, erinnert an Karl J. Weintraub als einen „landesweit anerkannten Lehrmeister“. Diese Einschätzung wird durch die vielen Nachrufe immer wieder bestätigt. „Sein Teilgebiet der History of Western Civilization war eine der Hauptattraktionen Anfang dieses Monats, als mehr als tausend Studenten Schlange standen und dann die Nacht auf dem Campus verbrachten, um sich Plätze in den Klassen ihrer Wahl zu sichern. Obwohl die Studenten einen Civilization-Kurs belegen müssen, können sie aus mehr als einem Dutzend verschiedener Kurse wählen, einschließlich der sogenannten Western Civ.“ Alan Mendelson, ein früherer Schüler Weintraubs, bestätigte, dass dessen Kurse schon Mitte der 1960er Jahre sehr berühmt waren. Und Amy Kass, eine Dozentin der University of Chicago ergänzte, dass andernorts die Studenten im Freien schliefen, um ein Basketball-Ticket zu ergattern, während sie es in Chikago für einen Platz in Weintraubs Kursen taten. „That's the difference between other schools and Chicago. Here it was for Jock.“ In ihrem Nachruf stellt die University of Chicago fest, dass von Weintraub für viele Chicagoer Studenten der wichtigste Bildungseinfluss in ihrem Leben ausgegangen sei. Mitfühlend und zugänglich, sei er eine ständige Inspiration für sie gewesen und ihnen auch nach ihrer Campus-Zeit verbunden geblieben.

Weintraubs wissenschaftliche Arbeiten konzentrierten sich auf Kulturgeschichte, Autobiographieforschung und die Geschichte des Selbst im Kontext der westlichen Zivilisation. Er erkannte, dass die autobiographischen Schriftsteller des 18. und 19. Jahrhunderts in ihren Geschichten oft das Narrativ einer Entwicklung benutzt haben – im Unterschied zu früheren Autobiographien, die sich des Narrativs der „Entfaltung“ bedienten. Die Grundzüge seiner autobiografischen Forschungen, in denen Autobiographien als Quellen für die Entwicklungsgeschichte der Individualität gelesen werden, liefert Weintraub in seinem Buch The Value Of The Individual.

„Auf der Basis der Annahme, daß sich das metaphysisch verankerte Selbst in autobiographischen Texten selbst darstellt und daß ‹both self and representation are as hold, indivisible, and unitary as the ‚I‘ that marks the space of selfhood on the page of autobiography›, trägt Karl Joachim Weintraub […] über autobiographische Texte von Augustinus bis Goethe eine Entstehungsgeschichte dieses modernen westlichen Selbstverständnisses, das er unter dem Begriff individuum ineffabile faßt, zusammen. Dabei geht er von der entscheidenden Setzung aus, daß ‹the proper form of autobiography› diejenige sei, in der ‹a self-reflexivc person asks ‚who am I?‘ and ‚how did I become what I am‘?› Höhepunkt und Vollendung seiner Suche nach den Bedingungen für eine solche selbstbewußte Individualität sieht Weintraub folgerichtig im ausgehenden 18. Jahrhundert in Goethes Dichtung und Wahrheit dokumentiert. Hier findet er die ausgewogene autobiographische Mischung aus liebevoller Kultivierung sowohl partikularer Interessen als auch der von der Aufklärung formulierten gemeinsamen und universalen Ideale der Menschlichkeit; die Entfaltung einer Individualität mithin als gleichzeitig einzigartiges Selbst und Repräsentant seiner Welt.“

Weintraub musste es noch miterleben, dass der Forschungsbereich über die westliche Zivilisation von einer jüngeren Generation der Fakultät verkleinert und verändert wurde. Unverändert blieben nur die Kurse, die die beiden Weintraubs noch anboten. Seine Erfahrungen mit dem Nationalsozialismus waren die Basis seiner Entschlossenheit, wenigstens seinen Kurs am Leben zu erhalten. „Ich hatte genug vom Leben ohne Zivilisation“, zitiert ihn die Chicago Tribune über den Kampfe um das reduzierte Lehrangebot.

## Schriften (Auswahl)
Unter der Vielzahl von Publikationen, die Weintraub veröffentlichte, gelten zwei als seine Hauptwerke:
- Visions Of Culture (1966, eine Studie über Kulturhistoriker wie Jacob Burckhardt und Johan Huizinga)
- The Value Of The Individual: Self and Circumstance in Autobiography (1978)